# Зелена (притока Самари)
Зелена — річка у Лозівському та Краматорському районах Харківської та Донецької областей, права притока Самари (басейн Дніпра).

## Опис
Довжина річки приблизно 11  км. Висота витоку річки над рівнем моря — 187 м, висота гирла річки — 116 м, падіння річки — 71 м, похил річки — 6,46 м/км. Формується з декількох безіменних струмків та водойм. На деяких ділянках пересихає.

## Розташування
Зелена бере початок на південно-західній околиці залізничної станції Вітерець. Тече переважно на південний захід через села Зелене та Зелений Гай і на його південно-західній околиці впадає у річку Самару, ліву притоку Дніпра.